# Правова інформатика
Правова інформатика — галузь в рамках інформаційної науки. Ерделез і О'Хара (1997) визначають правову інформатику наступним чином:
Американська бібліотечна Асоціація визначає інформатику як «дослідження структури і властивостей інформації, а також використання технологій для організації, зберігання, пошуку і поширення інформації». Правова інформатика, отже, розглядає застосування інформатики в контексті правового середовища, включаючи пов'язані з правом організації (наприклад, адвокатські контори, суди і юридичні школи), а також користувачів інформації та інформаційних технологій у рамках цих організацій.

## Надання юридичних послуг
Досягнення в галузі технологій та правової інформатики призвели до створення нових моделей надання юридичних послуг. Традиційно юридичні послуги є продуктом «під замовлення», створюваним професійним юристом в індивідуальному порядку для кожного клієнта. Однак для більш ефективної роботи частина цих послуг буде переміщатися послідовно від (1), що надаються «під замовлення» до (2) стандартизованим, (3) систематизованим, до (4) товару, реалізованого «пакетами», і, нарешті, (5) звичайного товару на ринку. Перехід від одного етапу до іншого вимагає освоєння різних технологій і систем знань.

### Хмарні обчислення і юридичні послуги
Широке впровадження хмарних обчислень надає ряд переваг у наданні юридичних послуг. Постачальники юридичних послуг можуть використовувати модель «програмне забезпечення як послуга», що дозволяє отримувати прибуток, стягуючи з клієнтів абонентську плату або плату за кожне використання програмного забезпечення. Ця модель має кілька переваг порівняно з традиційними юридичними послугами «під замовлення».
- Модель «програмне забезпечення як послуга» набагато більш масштабована. Традиційні моделі «під замовлення» вимагають, щоб адвокат витрачав на кожного додаткового клієнта більше обмеженого ресурсу (свого часу). Використовуючи «програмне забезпечення як послугу», постачальник юридичних послуг може докласти зусиль для розробки продукту, а потім використовувати набагато менш обмежений ресурс (потужність хмарних обчислень) для надання послуг кожному додатковому клієнту.
- «Програмне забезпечення як послуга» може використовуватися в доповнення до традиційних послуг «під замовлення» шляхом обробки рутинних завдань, надаючи адвокату можливість зосередитися на індивідуальній роботі.
- «Програмне забезпечення як послуга» зручніше в доставці і наданні, оскільки не вимагає, щоб клієнт і постачальник юридичних послуг були доступні одночасно.

З іншого боку «програмне забезпечення як послуга» ускладнює відносини між адвокатом і клієнтом, зокрема, розмиваючи поняття адвокатської таємниці та в тій чи іншій мірі вводячи невизначеність гарантії її збереження. Традиційна модель надання адвокатських послуг забезпечує чіткі межі, коли адвокатська таємниця дотримана постачальником юридичних послуг, а коли ні. Але в більш складних моделях надання юридичних послуг до процесу залучаються автоматизовані процеси, за якими стоять треті особи, що може знизити прозорість відносин і поставити питання про дотримання приватності комунікацій між клієнтом і адвокатом.

### Приховані ринки
Оскільки традиційна модель служб доставки вимагала щоб вся юридична робота виконувалася на замовлення, надання юридичних послуг у цілому нееластично. Традиційна модель не охоплює домогосподарства, які не мають права на юридичну допомогу і, в той же час, не можуть легко скористатися індивідуальними правовими послугами. Так, у доповіді постійного комітету по наданню юридичних послуг Американської асоціації юристів стверджується, що «серед домогосподарств з середнім рівнем доходу, 39 % використовують правову систему для спроб вирішення своїх юридичних проблем, 23 % намагаються їх врегулювати не вдаючись до юридичної допомоги, а 26 % не діють». Нові постачальники юридичних послуг прагнуть отримати доступ до цього обмеженого прихованого ринку, використовуючи технології для зниження цін на свої послуги та підвищення їх доступності.запитання

### Юридичні послуги онлайн
Поширення Інтернету і розвиток правових технологій та інформатики розширюють спектр юридичних послуг для фізичних осіб, а також малого і середнього бізнесу.

#### США
У 1995 році бізнес-проект FindLaw відкрив онлайн-службу юридичної інформації, де користувачі можуть шукати юристів, обговорювати юридичні теми на відкритому форумі і замовляти юридичні форми.
У 1999 році приватна корпорація LegalMatch запустила юридичну онлайн-службу: користувач відповідає на питання, LegalMatch ідентифікує необхідну послугу і повідомляє юристів потрібного профілю, користувач отримує відповіді від юристів і приймає рішення, кого з них найняти.
У 2001 році почав роботу онлайн-сервіс правової документації LegalZoom. Користувачі можуть створювати юридичні документи для особистого та ділового використання, відповідаючи на опитувальник онлайн і купуючи завершений документ.
У 2008 році онлайн-сервіс Rocket Lawyer почав надавати юридичні, користувачі скористатися сервісом правової документації або послугою «зворотний дзвінок» по телефону, щоб проконсультуватися з юристами щодо особистих та ділових потреб, на умовах щомісячної або щорічної абонентської плати.
У 2012 році проект Shake відкрив службу мобільної юридичної документації, за допомогою якої користувачі можуть створювати прості юридичні угоди через мобільний додаток.

#### Японія
У 2005 році японський адвокат Тайчиро Мото заснував Authense Group, Inc. і запустив онлайн-сервіс юридичного обслуговування Bengoshi.com. Користувачі сервісу можуть шукати юристів, задавати юридичні питання та отримувати відповіді від фахівців на відкритому форумі, запитувати оцінку юридичних послуг, консультуватися з юристами з особистих і ділових питань.

### Перешкоди для надання правових інтернет-послуг
Використання доступних до теперішнього часу юридичних технологій і процесів ускладнюють законодавчі бар'єри у різних країнах. Наприклад, у різних штатах США діють різні правові норми, що ускладнює ведення подібного бізнесу одночасно в кількох юрисдикціях. Також у ряді законодавств існує поняття «несанкціонованого надання юридичних послуг», і вести адвокатську практику можуть тільки сертифіковані спеціалісти, прикріплені до певних територій. Таким чином, підприємці, які розвивають сервіси правових послуг самі можуть опинитися поза правового поля, а поняття «юридична практика» стосовно до таких сервісів стає розпливчастим.

## Використання технологій для доступу до правової інформації

### Доступ до правової інформації
З середини 1990-х років юристи, розробники і видавці стали поширювати правову інформацію через всесвітню павутину. Особливо впливовим був рух Free Access to Law Movement (FALM), що включав до 2014 року 54 національні і регіональні організації. У 2002 році FALM прийняла «Декларацію про вільний доступ до закону». Мета цього руху полягала в забезпеченні вільного і рівного доступу до правової інформації для всіх. Декларація оголосила публічну правову інформацію загальної спадщиною людства.
Організації-члени FALM, насамперед через Інтернет, займаються широким розповсюдженням первинної та вторинної правової інформації. Ранні приклади включають Інститут правової інформації при юридичному факультеті Корнельського університету і Австралійський інститут правової інформації, заснований на базі Технологічного університету та Університету Нового Південного Уельсу, який на зорі Інтернету займався впровадженням гіпертекстової технології для представлення законів як мережі вузлів, кожен з яких представляє собою той чи інший розділ.
Роботи по відкритому доступу до правового руху тепер публікується в Journal of Open Access to Law, цей журнал був заснований в 2013 році.
Рух FALM послужило каталізатором для розширення практики офіційного відкритого доступу до правової інформації в Інтернеті з боку державних органів.

### Доступ до правосуддя
Юристи, дизайнери і фахівці з комп'ютерних наук розглянули способи використання технологій для покращення доступу неюристів до правосуддя.
Інститут дизайну і Чигаго-Кентський юридичний коледж (обидва при Іллінойському технологічному інституті) протягом багатьох років вивчали досвід позивачів, які самостійно представляли себе в суді. Підсумком цієї роботи стала доповідь, підготовлений до 2002 року, в якому були зафіксовані результати їх досліджень існували на той момент систем юридичної допомоги, а також запропоновано створення нового протоколу розробки та план розробки нової системи. У доповіді також викладається ряд концептуальних нововведень, переосмислення того, як судова система може працювати, і користувачі можуть отримувати до неї доступ. Деякі з їхніх пропозицій включають:
- «CourtNet», мережі всередині будівлі суду, щоб зв'язати воєдино співробітників судових органів і громадськість;
- «Інтерактивний перекладач», програмний інструмент, який може бути використаний при інтерв'юванні та обміну інформацією між судами, може переводити усні і текстові повідомлення на різні мови;
- «Архетипи», діагностична платформа, яка моделює правові проблеми користувачів, класифікує їх і пропонує реферальні послуги;
- «Оцінювач переслідування», онлайн-інструмент, що дозволяє потенційним сторонам оцінити, чи буде переслідування у справі варте їхнього часу, грошей і зусиль.
- «Укладач скарг», електронний інтерфейс, який дозволяє сторонам отримувати дані з їх проблемної ситуації і збирати їх в різні юридичні документи;
- «Інформер», програмне забезпечення, яке використовує приклади випадків, щоб допомогти сторонам змоделювати свої власні форми і вчить їх правильно писати;
- «Case Tracker», інтерактивний архів з можливістю пошуку по історії судового розгляду з чіткою тимчасовою шкалою і посиланнями на попередні дії.

Центр Беркмана при юридичній школі Гарварду працює з суддею штату Массачусетс Діною Фейн, щоб створити доступ до цивільного правосуддя в штаті для осіб, які самостійно представляють свої інтереси в суді, людей з низькими доходами для тих, які не володіють англійською мовою, а також для людей з обмеженими можливостями.
CodeX, Стенфордський центр правової інформатики, підтримує такі проекти, як Legal.io і Ravel Law, спрямовані на застосування правової інформатики для доступу до правосуддя, і формує спільноту, що об'єднує дослідників, юристів, підприємців і технологів, які розсовують межі правових технологій.

## Законодавство і політика
Питання права і політики правової інформатики пов'язані з використанням інформаційних технологій при виконанні закону, наприклад використання повідомлень щодо інформації, знайденої в електронній пошті, пошукових запитах і соціальних мережах. Стратегічні підходи до проблематики правової інформатики розрізняються в різних країнах, наприклад, в європейських країнах, як правило, вимагають знищення або анонімізації даних, щоб вони не могли бути використані для ідентифікації.

### Управління цифровими правами та авторське право
Правовласники використовують технологію управління цифровими правами (DRM) для обмеження використання і поширення цифрового контенту. У Сполучених Штатах, анти-обхідні положення Закону про авторське право в цифрову епоху (DMCA) передбачає кримінальну відповідальність за спроби обходу захисту DRM, навіть у тих випадках, коли обхід зроблений лише для того, щоб полегшити добросовісне використання контенту. Поряд з анти-обхідним положенням, DRM може відкидати інші права, такі як право на добросовісне використання.

### Правова інформатика в юридичній практиці
В рамках концептуальної галузі питань практики триває прогрес, як у судових процесах, так і в технологіях, що фокусуються на транзакції. Зокрема, технологія, що включає передбачувальне кодування, може забезпечити істотне підвищення ефективності в юридичній практиці. Хоча передбачувальне кодування в значній мірі застосовується в судових розглядах, ця технологія починає проникати і в практику транзакцій, де використовується для поліпшення огляду документів при злиттях і поглинаннях. Інші розробки, включаючи XML - кодування в транзакційних контрактах, і все більш досконалі системи підготовки документів, демонструють важливість правової інформатики у сфері транзакційного права.

## Штучний інтелект
Штучний інтелект вже використовується в платформах онлайн-врегулювання спорів, де застосовуються алгоритми оптимізації і сліпих ставок, і в майбутньому може бути використаний набагато ширше. Штучний інтелект також часто використовується при моделюванні правової онтології, «явної, формальної та загальної специфікації концептуалізації властивостей і відносин між об'єктами в цій галузі».

## Кількісне юридичне прогнозування
Існують як академічні, так і патентовані кількісні моделі юридичного прогнозування. Один з найбільш ранніх прикладів робочої кількісної моделі правового прогнозування  відбувся у вигляді проекту прогнозування Верховного Суду США. Пророкування моделі результатів усіх справ у Верховному суді в 2002 році виявилися вірні в 75 % випадків, на відміну від експертів, які правильно спрогнозували результат лише 59,1 % справ. Інший приклад академічної моделі кількісного правового прогнозування — модель 2012 року, яка передбачала результати судових процесів, пов'язаних з порушеннями в ході операцій з цінними паперами. Також існують технологічні стартапи, автори яких роблять спроби створення власних моделей прогнозування, один з прикладів — Lex Machina — компанія, що надає дані та аналітику щодо інтелектуальної власності.

## Кримінальне право
В 1995 році вийшла публікація Пітера У. Мартіна в рамках програми «Майбутнє правових інформаційних технологій», фінансованої NCAIR. Стаття була названа «Цифрові права: деякі припущення про майбутнє правових інформаційних технологій», і Мартін в ній задався питанням, як технологічні інновації формують і будуть формувати надалі потік юридичної інформації, її зберігання та організацію. Іншими словами, Мартін задавався питанням, як технологія змінить фундаментальний характер і практику правового поля у Сполучених Штатах. Мартін писав, що «існує могутній (але часто непомітний) зв'язок між підходами товариства до законодавства та технологіями, що використовуються при оперуванні і поширенні закону».
Мартін писав свою статтю незабаром після запуску в Інституті правової інформації в Корнеллі першого юридичного сервера в Інтернеті. LEXIS вперше розмістила цифровий юридичний контент на комп'ютерах, і потім цифровий контент зайняв більше 50 % ринку юридичної інформації. Мартін попросив читачів відкинути недовіру, допустивши відносно швидкі зрушення в співвідношенні юридичної інформації на папері з цифровою юридичною інформацією. Ініціатива буде переходити від дорогих «вартових» з приватного сектора, які володіють юридичною інформацією, до громадськості, яка прагне базових знань, підвищує свої навички, інформованість і кваліфікацію в юридичних питаннях.
Мартін запропонував «більш повні відомості, вказуючи на випадок, коли суд детально обговорював декор торгової марки ресторану, так і не продемонструвавши при цьому фотографії декору. Мартін також звертає увагу на базу даних статистики покарань, використовувану при винесенні вироків в Новому Південному Уельсі, і порівнює її з Федеральними керівними принципами винесення вироків у Сполучених Штатах. Модель Південного Уельсу, яка стартувала в 1990 році, дозволяє суддям отримувати доступ не тільки до більш традиційних юридичних даних, включаючи нормативні положення та апеляційні рішення, а також наявності альтернативних можливостей (таких як програми реабілітації наркоманів). Крім того, «Статистична база даних про покарання» надає суддям доступ до попередньо проаналізований пулу рішень і вироків, винесених іншими посадовими особами в Новому Південному Уельсі, а також до повної інформації про злочини і злочинців. Далі Мартін відзначає використання графічного дисплея, щоб зробити інформацію, що міститься в базі даних, більш наочній та зручній для використання суддями.
Розгляд правової інформатики як галузі знань і серйозного інструменту для зміни способу взаємодії людей із законом може прокласти шлях для радикальних інновацій у сферах права, по своїй суті традиційно сприймаються як статичні, ієрархізовані і забюрократизовані.

## У корпоративних юридичних відділах
Сьогоднішні корпоративні юридичні відділи — це організації, які можуть не поступатися за розмірами, найбільшим юридичним фірмам. Таким чином, використання різних технологій правової інформатики важливо для їх успіху. Юридичні відділи використовують, серед іншого, різні технології, які допомагають в управлінні своїми базами даних документів і більш просунутими активами, такими як патентні портфелі. Деякі юридичні відділи також експериментують з автоматизацією рішення певних видів завдань, що виконуються адвокатами компанії в їх повсякденній практиці. Ці завдання включають в себе: підготовку документів, їх редагування та кастомізацію, управління підписами.

## Корпоративне управління
Існуюча парадигма корпоративного управління, особливо коли мова йде про публічні компанії, багато в чому заснована на уявленні про відносну ефективність розподілу власності та контролю в управлінні бізнес-корпораціями. Проте технологічні зміни можуть вплинути на рівновагу оптимальної структури управління для окремих фірм. Наприклад, за рахунок зниження вартості розповсюдження інформації серед акціонерів та збору даних про їхні уподобання, розвиток комунікаційних технологій може потенційно зробити кращим для деяких фірм організувати управління фірмою способом, який більше схожий, наприклад, з прямою демократією, з такими функціями, як двосторонній зв'язок між топ-менеджментом компанії та її інвесторами. Таким чином, вивчення подібних питань виведе правову інформатику до аналізу взаємозв'язку між технологіями і структурами корпоративного управління.